# Konstantin Vasilyevich Ivanovv
Konstantin Vasilyevich Ivanovv (em russo:  Константин Васильевич Иванов, Slakbash,  27 de maio de 1890 -  26 de março de 1915) foi um poeta e tradutor russo de origem chuváche.

## Vida
Nascido em 1890 numa rica família chuvachia de etnía Prtta (tchuvache: Партта), graças à sorte (às boas possibilidades) de seu pai estuda no Centro Educacional Tchouvache de 1903 até 1907.
Perto dos vinte anos escreve sobre as tradições rurais, sobre os velhos e sobre a cultura popular. Neste tempo lança "Marseillesa Chuvache" (Levanta, oh Tchuvachia!) sobre os acontecimentos revolucionários de 1905-1907. Em outono de 1914 fica doente de tuberculose e falece em 13 de março de 1915.

## Homenagens
Um museu foi-lhe dedicado na sua cidadezinha natal. O Teatro Academico Tchouvache tem seu nome, assim como uma rua em Cheboksary.

## Outras imagens

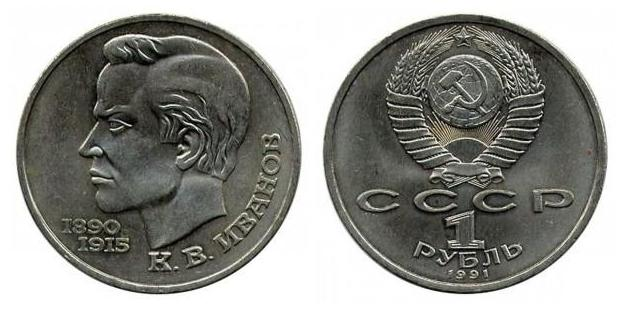
A moeda de 1 rublo de 1991 com o rosto de Ivanov